# Екатериновка (Льговский район)
Екатериновка — деревня в Льговском районе Курской области России. Входит в состав Вышнедеревенского сельсовета.

## География
Деревня находится в бассейне Апоки (левый приток Сейма), в 38 км от российско-украинской границы, в 73 км к юго-западу от Курска, в 11 км к юго-западу от районного центра — города Льгов, в 9 км от центра сельсовета — села Вышние Деревеньки.
Климат
Екатериновка, как и весь район, расположена в поясе умеренно континентального климата с тёплым летом и относительно тёплой зимой (Dfb в классификации Кёппена).
Часовой пояс
Деревня Екатериновка, как и вся Курская область, находится в часовой зоне МСК (московское время). Смещение применяемого времени относительно UTC составляет +3:00.

## Население
| 2002 | 2010 |
| ---- | ---- |
| 39   | ↘14  |

## Инфраструктура
Личное подсобное хозяйство. В деревне 20 домов.

## Транспорт
Екатериновка находится в 7,5 км от автодороги регионального значения 38К-017 (Курск — Льгов — Рыльск — граница с Украиной), в 6,5 км от автодороги 38К-024 (Льгов — Суджа), в 3,5 км от автодороги межмуниципального значения 38Н-448 (38К-024 — Малеевка — Любомировка), в 3,5 км от ближайшего ж/д остановочного пункта Колонтаевка (линия 322 км — Льгов I).
В 142 км от аэропорта имени В. Г. Шухова (недалеко от Белгорода).